# Hotel Tylösand
Hotel Tylösand er et svensk badehotel beliggende 50 meter fra stranden ved Tylösand, otte km vest for Halmstad i Halmstads kommun. Hotellet blev grundlagt i 1906, og rummer blandt andet landets største kunstgalleri med over 450 værker.
Siden 1995 har hotellet været ejet af forretningsmanden Björn Nordstrand og musiker fra bandet Roxette, Per Gessle.